# Hana (Mezopotamia)

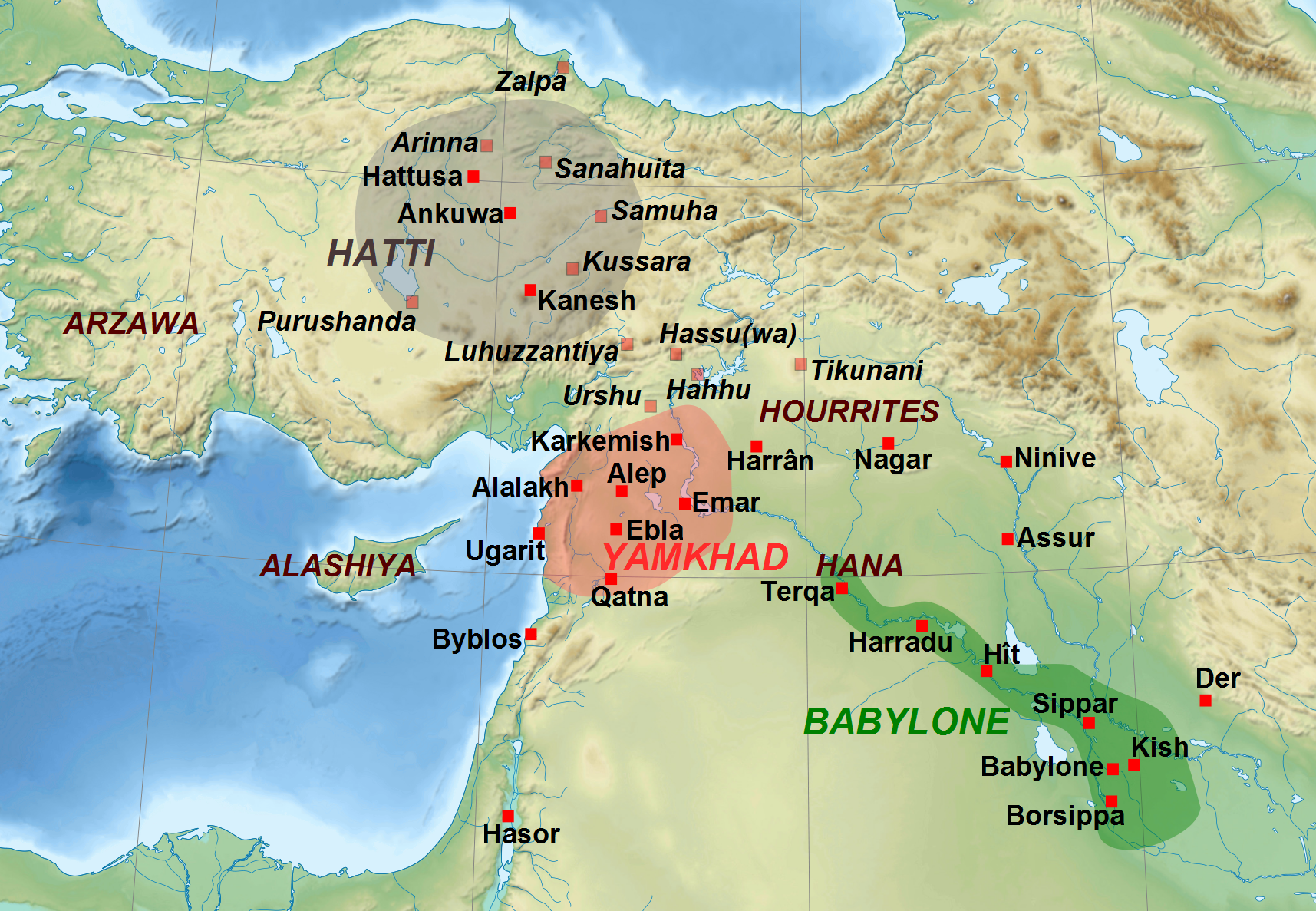
Mapa starożytnego Bliskiego Wschodu pod koniec okresu starobabilońskiego (ok 1600 p.n.e.) z zaznaczonym położeniem królestwa Hana

Hana – w II tys. p.n.e. starożytna kraina w północnej Mezopotamii, leżąca nad środkowym biegiem Eufratu. Jej nazwa pochodzi od plemion Hana (Hanejczyków), na wpół osiadłej ludności pochodzenia amoryckiego, która ją zamieszkiwała. 
Jak wynika ze źródeł pisanych plemiona Hana zasiedlać musiały ten obszar jeszcze przed panowaniem Jahdun-Lima, króla Mari (1810–1794 p.n.e.), gdyż ten wspomina w swych inskrypcjach o pokonaniu siedmiu królów Hana i zaanektowaniu ich ziem. Ziemie te stały się częścią królestwa Mari, a tytuł „króla krainy Hana” włączony został do tytulatury królów Mari. Z listów odkrytych w archiwum w Mari, w szczególności tych pochodzących z okresu panowania Zimri-Lima (1774–1762 p.n.e.), wynika iż Hanejczycy odgrywali ważną rolę w armii królestwa Mari, biorąc udział w wyprawach wojennych władców Mari zarówno w północnej Mezopotamii jak i w Babilonii. Wydaje się, iż w tym okresie większość ludności Hana wciąż prowadziła tradycyjny, pasterski tryb życia, utrzymując swą plemienną organizację. 
W 1762 r. p.n.e. królestwo Mari podbite zostało przez babilońskiego króla Hammurabiego. Po jego śmierci w 1750 r. p.n.e. Babilończycy utracili jednak kontrolę nad Mari i sąsiadującym z nim terytorium. W tym też czasie powstało niewielkie królestwo wokół miasta Terqa (wsp. Tell Ashara), położonego ok. 70 km na północ od Mari. We współczesnej literaturze fachowej królestwo to zwane jest królestwem Hana, jako że dwaj rządzący nim królowie nosili tytuł „król Hana”. Siedziba królewska i centrum administracyjne tego królestwa znajdowały się najprawdopodobniej albo w mieście Terqa, albo w mieście zwanym Biddah. Pod względem terytorialnym królestwo Hana zajmowało mniej więcej ten sam obszar, który wcześniej kontrolowało królestwo Mari. Królestwo Hana rozwijało się przez kolejne kilkaset lat, a okres ten zwany jest obecnie „okresem Hana”. Ze źródeł pisanych znamy imiona dziesięciu królów Hana panujących w tym okresie. Na podstawie pewnych wzmianek dotyczących mitannijskich królów Parattarny i Szausztatara zachowanych w tekstach z Terqi niektórzy badacze wnoszą, iż z czasem królestwo Hana dostało się pod kontrolę królestwa Mitanni. Zdaniem innych badaczy możliwe jest też jednak, iż Hana przez cały okres istnienia królestwa Mitanni pozostała królestwem niezależnym. 
Po pokonaniu Mitanni przez Hetytów w 2. połowie XIV w. p.n.e. kraina Hana znalazła się pod zwierzchnictwem asyryjskim. W XIII w. p.n.e. wymieniana jest ona pośród trzydziestu ośmiu dystryktów i miast nad którymi przejął kontrolę asyryjski król Tukulti-Ninurta I (1244–1208 p.n.e.). Wiadomo, iż w XI w. p.n.e. królem Hana był niejaki Tukulti-Mer, który pozostawił po sobie inskrypcję dedykacyjną odkrytą w Sippar. Identyfikowany jest on z Tukulti-Merem, królem Mari, który pokonany miał zostać przez asyryjskiego króla Aszur-bel-kala (1073–1056 p.n.e.). 
Wydaje się, iż nazwa Hana początkowo używana do określania nomadycznej ludności amoryckiej, z czasem straciła swoje etniczne znaczenie i zaczęto jej używać jako ogólnej nazwy dla różnych grup nomadów.